# 5·18문학상
5·18문학상은 특정한 주제에 얽매이지 않고 오월정신을 계승해 오월문학에 새로운 활력을 불어넣기 위한 저변 확대를 위해 장르별로 문학성이 뛰어난 작품을 발굴하여 시상하는 국내 신인 문학상이며 한국작가회의, 계간 문학들, 5·18기념재단이 공동으로 주최한다.

## 역대 수상자
| 회   | 년도   | 시                                                | 소설                                | 동화                                            | 희곡                                    |
| ---- | ------ | ------------------------------------------------- | ----------------------------------- | ----------------------------------------------- | --------------------------------------- |
| 1회  | 2005년 |                                                   |                                     | 용장리 아이들(한정기) 도둑(서지선)              |                                         |
| 2회  | 2006년 | 동면하지 않는 도마뱀(심은섭)                      | 그 희미한 시간 너머로(심영의)       |                                                 |                                         |
| 3회  | 2007년 | 바보 전태일(송태영)                               | 쇼를 하라(김가현)                   | 되찾은 삼촌(이혜영)                             | 오방색 양말(정범종) 오래된 만남(이민재) |
| 4회  | 2008년 | 지구가 둥근 이유(하기정)                          | 야만적인, 너무나도 야만적인(안재근) | 아빠의 선물(장지혜) 할머니의 분홍원피스(임윤희) |                                         |
| 5회  | 2009년 | 시계(명서영)                                      | 달빛(신은자)                        | 무궁화 꽃이 피었습니다(문귀숙)                  |                                         |
| 6회  | 2010년 | 반 지하식물의 겨울눈(최일걸)                      | 알터에고(Alter Ego)(성민)           | 뒷문방구 아저씨(송마리)                         |                                         |
| 7회  | 2011년 | 아름다운 테러리스트 외(김성태)                    | 끝나지 않는, 녹슨(임수랑)           | 열두살 삼촌(황규섭)                             |                                         |
| 8회  | 2012년 | 오월(이병일)                                      | 최면치료사(박상혁)                  | 까만콩(이민)                                    |                                         |
| 9회  | 2013년 | 서소문 밖(김태인)                                 | 제비집(박탐유)                      | 그림자가 된 상철이(장광균)                      |                                         |
| 10회 | 2014년 | 반디의 시위(김완수)                               | 당신의 거울(이희영)                 | 이름도둑(문은아)                                |                                         |
| 11회 | 2015년 | 검은 물 밑에서(김성일)                            | 아무도 없는 곳에서(김경숙)          | 유별난 목공(김령)                               |                                         |
| 12회 | 2016년 | 무 싹을 바라보는 견해들(고은희)                   | 기억의 유통기한(신수담)             | 김순영 꽃(박효명)                               |                                         |
| 12회 | 2016년 | [본상] 금요일엔 돌아오렴(416세월호참사작가기록단) |                                     |                                                 |                                         |
| 13회 | 2017년 | 흑백(이온정)                                      | 그리고 신발을 위한 냉장고(최지영)   | 레벨업(정미영) 유통기한 친구(박수진)            |                                         |